# Bayerns Best 50
Mit der Auszeichnung Bayerns Best 50 würdigt das Bayerische Wirtschaftsministerium alljährlich besonders wachstumsstarke Mittelstandsunternehmen. Die Preise werden seit 2002 vergeben.
Als Auswahlkriterium gilt vor allem, dass der oder die Unternehmensinhaber in der Geschäftsführung, im Vorstand oder Aufsichtsrat vertreten sein muss beziehungsweise müssen; außerdem muss er Mindestanteile am Unternehmen halten. Das auszuzeichnende Unternehmen benötigt ein überdurchschnittliches Wachstum an Umsatz und Anzahl der Mitarbeiter in den vorangegangenen fünf Jahren. Diese Steigerungen dürfen jedoch nicht überwiegend aus dem Zukauf anderer Unternehmen resultieren. Als Maßzahl für das Wachstum wird der Birch-Index verwendet.
Die Übergabe der Auszeichnung findet an unterschiedlichen Orten statt, konkret bis dato im Kaisersaal der Münchner Residenz sowie im Schloss Schleißheim. Sie besteht neben der Urkunde aus einem bayerischen Porzellan-Löwen.